# МАЗ-171
МАЗ-171 — белорусский низкопольный перронный автобус Минского автомобильного завода. Предназначен для перевозки пассажиров между самолётом и зданием аэровокзала.
Завод уже выпускал в 1999 модифицированную версию городского автобуса МАЗ-103 для использования в аэропортах, но автобус МАЗ-171 является специально разработанной для такого применения моделью. Машина шириной более трёх метров имеет низкий пол по всей длине салона (высота 300 мм над уровнем дороги) и оборудована шестью дверями (по три с каждой стороны). Поскольку продолжительность поездки в таких автобусах невелика, МАЗ-171 оснащён только шестью сидениями (по одному возле каждой двери), а номинальная вместимость составляет 122 человека (при средней загрузке пять человек на квадратный метр). В автобусе используется двигатель Deutz мощностью 170 л.с., размещённый справа от места водителя, при этом привод осуществляется на передние колёса (4 × 2 ). 
Автобус оснащен видеокамерой заднего обзора, кондиционером на рабочем месте водителя, крышными вентиляторами в пассажирском салоне (кондиционер поставляется под заказ), проблесковым маячком.
Минский автозавод стал третьей компанией в Европе, производящей в настоящее время специализированные перронные автобусы (наряду с компаниями Neoplan и Cobus). При традиционно более низкой цене (по некоторым данным около 200—250 тыс. долларов), МАЗ-171 сможет составить им конкуренцию не только на рынках стран СНГ (потенциальная потребность России — несколько десятков подобных автобусов), но и в западных странах. Правда уровень пассажирского комфорта автобуса МАЗ-171 соответствует его цене, и по этому параметру автобус сильно проигрывает Neoplan и Cobus.
8 февраля 2006 аэродромный автобус МАЗ-171 принял первых пассажиров, прилетевших из Москвы в Национальный аэропорт «Минск». После прохождения здесь трёхнедельных испытаний направлен на испытания в аэропорт «Внуково». Затем прошёл сертификацию в одном из центров сертификации наземного транспорта гражданской авиации в России. Выпускается исключительно на заказ.
Эксплуатируется в аэропортах Минска, Белгорода, Нижневартовска, Мурманска, Новосибирска, Салехарда, Самары, Симферополя, Волгограда, Барнаула, Краснодара, Читы, Якутска, Иркутска, Сочи, Южно-Сахалинска, Тюмени, Казани, Кишиневa, Баку и в Румынии.
В апреле 2007 года на конкурсе «Лучший автобус года в России» МАЗ-171 занял первое место в номинации «Лучший отечественный автобус года в России».
В апреле 2021 года был снят с производства и заменён моделью второго поколения «МАЗ-271».